# El Galán
El Galán (estilizada en pantalla como El Galán. La TV cambió, él no) es una serie de televisión web mexicana creada por Mariano Cohn y Gastón Duprat basada en una idea de Horacio Convertini para el servicio de streaming Star+. La serie tuvo su lanzamiento el 8 de junio de 2022, con un total de 12 episodios.
El 11 de julio de 2022, la serie fue renovada para una segunda temporada, la cual está prevista para ser estrenada en 2023.

## Sinopsis
La trama gira en torno a Fabián Delmar (Humberto Zurita) un ex actor que alcanzó la fama en los década de los 90 gracias a su participación en la telenovela Serás mía, pero que con el paso del tiempo ha ido envejeciendo y quedando en el olvido. Por lo que Fabián intentará todo lo posible para volver a cautivar al público que lo vio debutar en pantalla como el mejor actor de todos los tiempos.

## Reparto
- Humberto Zurita como Fabián Delmar[1]
  - Sebastián Zurita interpreta a Fabián de joven[1]
- Darío Ripoll como Charly Morán[1]
- Dolores Heredia como Piedad[1]
- Sara Maldonado como Sofía[1]
- Patricia Reyes Spíndola como Rocío[1]
- Bárbara Perea como Yadira[1]
- América Valdés como Cristal[1]
- Ana Claudia Talancón como Melina Leclerc[1]
- Ernesto Laguardia como Juan Ángel Apolo[1]